# 英雄广场 (维也纳)
48°12′24″N 16°21′46″E / 48.206629°N 16.362913°E

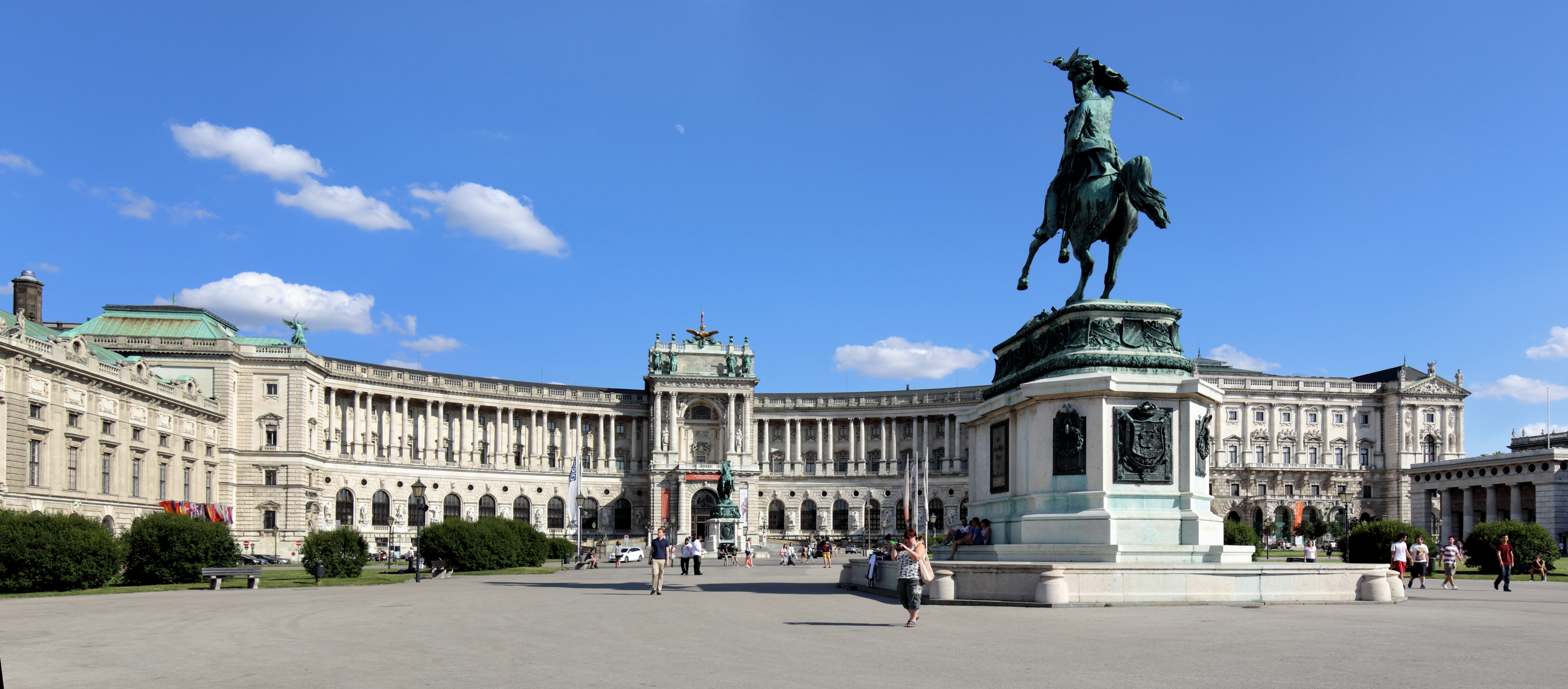
英雄广场的卡尔大公像

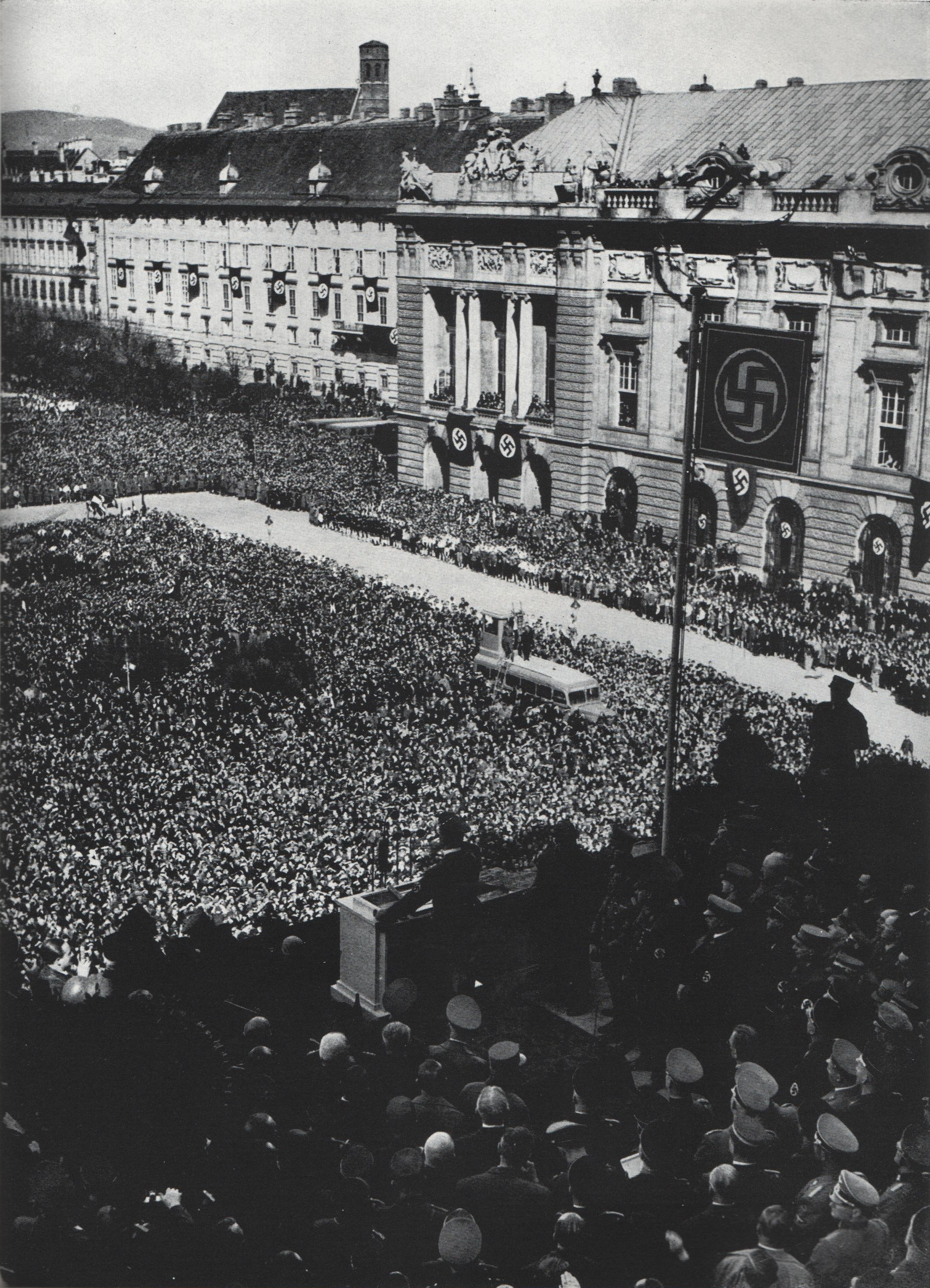
奧地利公民聚集在維也納英雄廣場聆聽德国元首希特勒宣告德奧合併。

英雄广场（Heldenplatz）是奥地利首都维也纳的一个广场。在此曾发生许多重要事件——最著名的是1938年希特勒在此宣告德奥合并。
英雄广场是霍夫堡皇宫的外部广场，兴建于奧匈帝國皇帝弗朗茨·约瑟夫一世统治时期，是没有完全建成的所谓“帝国广场”（Kaiserforum）的一部分。 其东北部是霍夫堡皇宫的 Leopoldinian Tract，东南方是新霍夫堡，西南方的内环路，将其与“城门外”（Äußeres Burgtor）隔开。西北部没有任何建筑物，可以很好地眺望内环路、国会大厦、市政厅，以及城堡剧院。 
广场上有2尊军事领袖的骑马像：欧根亲王和卡尔大公。